# 30844 Hukeller
30844 Hukeller è un asteroide della fascia principale. Scoperto nel 1991, presenta un'orbita caratterizzata da un semiasse maggiore pari a 2,6750531 UA e da un'eccentricità di 0,2536698, inclinata di 27,39590° rispetto all'eclittica.